# Paul Mijksenaar
Paul Mijksenaar. Nacido en Países Bajos en 1944, es un diseñador especializado en el campo de la información visual, que ha conseguido gran repercusión internacional gracias a sus trabajos de señalización en sistemas de transportes como los aeropuertos de Schiphol, los de Nueva Jersey, o el metro de Ámsterdam, entre otros.
Es el director fundador de la consultoría de diseño de información Mijksenaar. También ha creado la Fundación de Archivos Paul Mijksenaar (SAPM).
Hasta el año 2007, este especialista en el diseño de interficies de información complejas, también ha sido profesor de la Facultad de Ingeniería de Diseño Industrial en la Universidad Tecnológica de Delft (Países Bajos).
El número especial de febrero de 2003 de la revista I-D Magazine, titulado 40 Best (and Worst) Designs of the New Century (Los 40 mejores (y peores) diseños del nuevo siglo), dedicaba los siguientes comentarios a los diseños de Mijksenaar:

"Señales con sentido: el nuevo sistema de orientación basado en colores para la Terminal 4 del aeropuerto internacional JFK de Nueva York forma parte de una profunda renovación que reducirá la confusión que se produce en los tres principales centros de intercambio de la zona. La mejor señalética del siglo XXI"

## Biografía
En 1963, mientras Paul Mijksenaar era estudiante de arte en la academia Gerrit Rietveld, en Ámsterdam, la autoridad de carreteras británicas introdujo unas señales de tráfico que ofrecían unas elegantes y simples representaciones para las complicadas rotondas. El propio Mijksenaar comentó:

”Fue un shock para mí que las señales de tráfico puedan ser agradables y con buen aspecto. La mayoría de la gente piensa que las señales de tráfico, como el dinero, están hechas por funcionarios públicos, no por diseñadores. Eso fue una verdadera revelación”.

En 1965 se graduó como diseñador de producto en el instituto de arte industrial de Ámsterdam. Entre los productos que diseñó durante más de catorce años como freelance destacan los artículos para el hogar de la fábrica de metalurgia Hoorn.
En 1977 Wim Crouwel invita a Paul Mijksenaar a la Universidad Tecnológica de Delft para apoyar al profesor Ootje Oxenaar como profesor asistente. Desde 1982 compaginó la cátedra con un servicio como jefe de equipo en Total Design. En 1986 puso en marcha la oficina Mijksenaar, con una sucursal en Nueva York en 2002, seguido en 2004 con una colaboración con Arup bajo el nombre Mijksenaar Arup Wayfinding. En 1992 sucedió a Oxenaar como profesor, a tiempo parcial, de diseño de información en la Universidad Tecnológica de Delft. El día 30 de mayo de 2007, se despidió como profesor.
También ha escrito libros, y en un gran número de publicaciones en revistas especializadas y periódicos, incluidas unas veinte columnas bajo el título "Mijks Repair Shop" en el diario neerlandés NRC Handelsblad.
En su currículum cabe destacar como fue solicitado por Steven Spielberg para que colaborase en la película "La terminal", dando el esencial toque de realismo a la maqueta de tamaño natural que representaba al aeropuerto en el que se desarrollaba la acción.
Coleccionista compulsivo de folletos de instrucciones, con un archivo de unos 20.000 artículos, que, debido a que fueron invadiendo su casa, ha cedido a la universidad. Entre ellos se encuentran cerca de 500 señales de evacuación aérea, 100 sets de instrucciones de vídeo, docenas de paquetes de cepillos de dientes e instrucciones pictóricas de la antigua URSS con manuales para informar a los civiles sobre que hacer en caso de ataque nuclear.

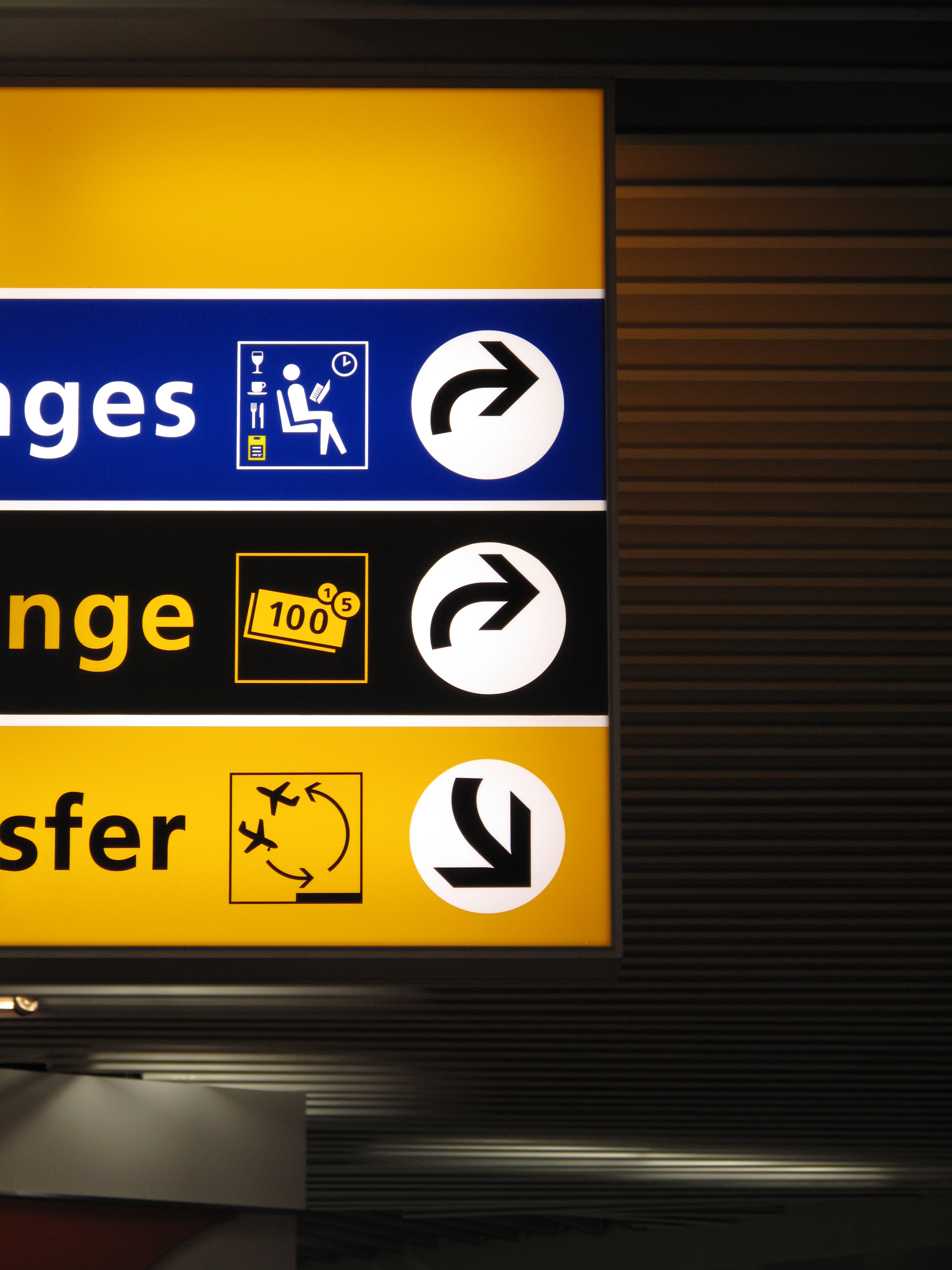
Panel informativo en el aeropuerto de Schiphol, Ámsterdam.

## Diseño según Mijksenaar
Se dice que cuando una persona llega a un aeropuerto, por las prisas, su cono de visión se reduce a unos 32 grados y tiene la tendencia de inclinar la cabeza hacia abajo. También se dice que esta premisa tiene su excepción, el aeropuerto de Schiphol, una ciudad aeropuerto que domina el campo visual del más apresurado y despistado pasajero, y que representa la piedra angular de la filosofía de trabajo de Paul Mijksenaar.
Paul Mijksenaar se caracteriza por unas pautas que se repiten en todos sus diseños. Con unos enfoques básicos orientados al usuario. Siempre realiza sus diseños tratando al usuario final como el elemento número uno, intentando comportarse como tal.
Mijksenaar cataloga su esquema de trabajo como las cuatro C's, (Continuity, Conspicuity, Consistency, Clarity):
- Continuity (continuidad), es decir, repetir la información hasta la llegada a destino.
- Conspicuity (visibilidad), los signos deben llamar la atención.
- Consistency (coherencia), los términos usados han de ser coherentes, por ejemplo, un restaurante se ha de denominar restaurante, no snack-bar.
- Clarity (claridad), es decir, el mensaje debe ser lúcido y claro.

Mijksenaar tiene una facilidad para simplificar lo obvio. Basa su teoría de diseño en estudios psicológicos de los 80 y en ponerse en el lugar del pasajero (recorriendo la zona e intentando reproducir la situación de estrés debida a la posible perdida de un vuelo, un tren,...), así mismo intenta llegar a la antigua instalación y anotar sus prioridades más inmediatas (salir de allí, encontrar el baño o las maletas), dejando que fueran estas necesidades los únicos elementos de información disponibles. Sus herramientas son colores fácilmente contrastables, tipografía enorme que permite incluir información dentro de la propia letra (minutos que quedan hasta llegar a la puerta de embarque), iluminación y una serie de pictogramas simples. Cada zona tiene solo la señalización de la necesidad que se supone el viajero tendrá en ese lugar específico. El viajero aprende inmediatamente a diferenciar el código de colores en cuanto llega.
Siempre incidiendo en una calidad gráfica, muy visual, con fuerza, simplicidad y funcionalidad.
Todo ello queda reflejado en diversos comentarios:
- Un producto puede ser en sí mismo información visual; tal es el caso de un reloj, un calendario, un mapa urbano, un gráfico, un indicador de rutas o bien un ordenador. Además, el uso real de un producto puede suponer una información visual adicional, como un teclado, un panel de control o unas instrucciones de funcionamiento.[6]

- Diseño siempre implica tres elementos relacionados de manera inextricable, por mucho que las proporciones relativas entre ellos varíen de una aplicación a la siguiente: durabilidad, utilidad y belleza. Por consiguiente, el diseño es una actividad que une los elementos de durabilidad y utilidad e intensifica la percepción estética.[7]

- En general, podemos decir que el modelo conceptual debe presentar la información de un modo lo más simple, claro y sin ambigüedades posible. En cambio, la presentación puede enriquecerse con una plétora de detalles, preferiblemente aplicados a diferentes aspectos.[8]

- A pesar de lo que puede parecer, las representaciones gráficas no son muy adecuadas para lectores inexpertos, pues requieren un cierto grado de formación intelectual. Los pictogramas no son necesariamente "más fáciles", si bien es cierto que son más concisos, más compactos y claros, y, cuando están bien diseñados, más significativos.[9]

- La elección de un medio visual determinado viene dictada principalmente por el grado de abstracción que requiere la información.[10]

- Cuando el diseñador se pone, al fin, a diseñar los elementos visuales probados de antemano, necesitará plantearse el significado que los usuarios les asignarán.[11]

- Los diseñadores de productos gráficos de consumo deberían dejarse influir por la riqueza visual de los objetos cotidianos.[12]

## Proyectos
Proyectos de la consultoría Mijksenaar entre 1986 y 2009:

### Aeropuertos

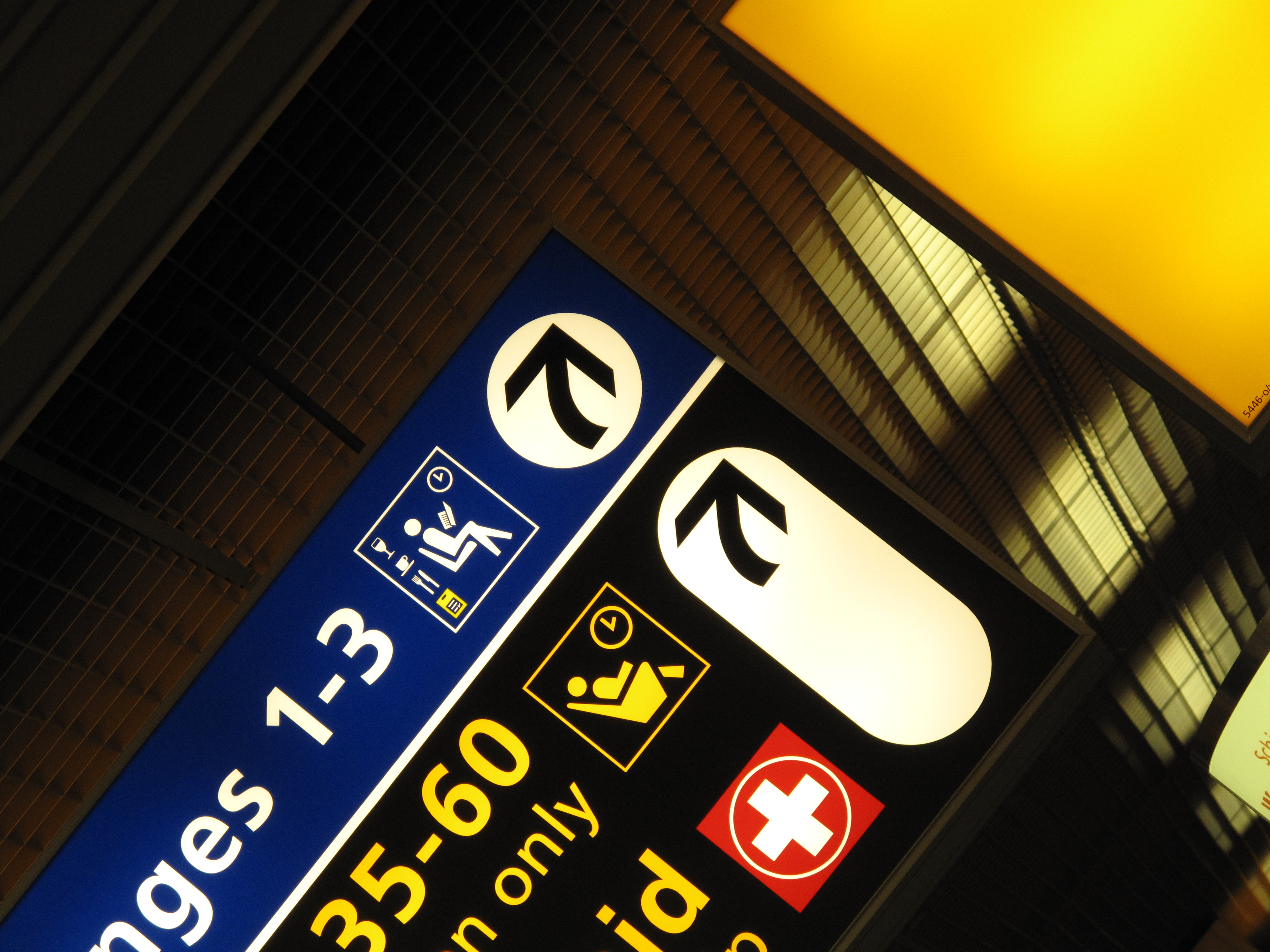
Panel informativo en el aeropuerto de Schiphol, Ámsterdam.

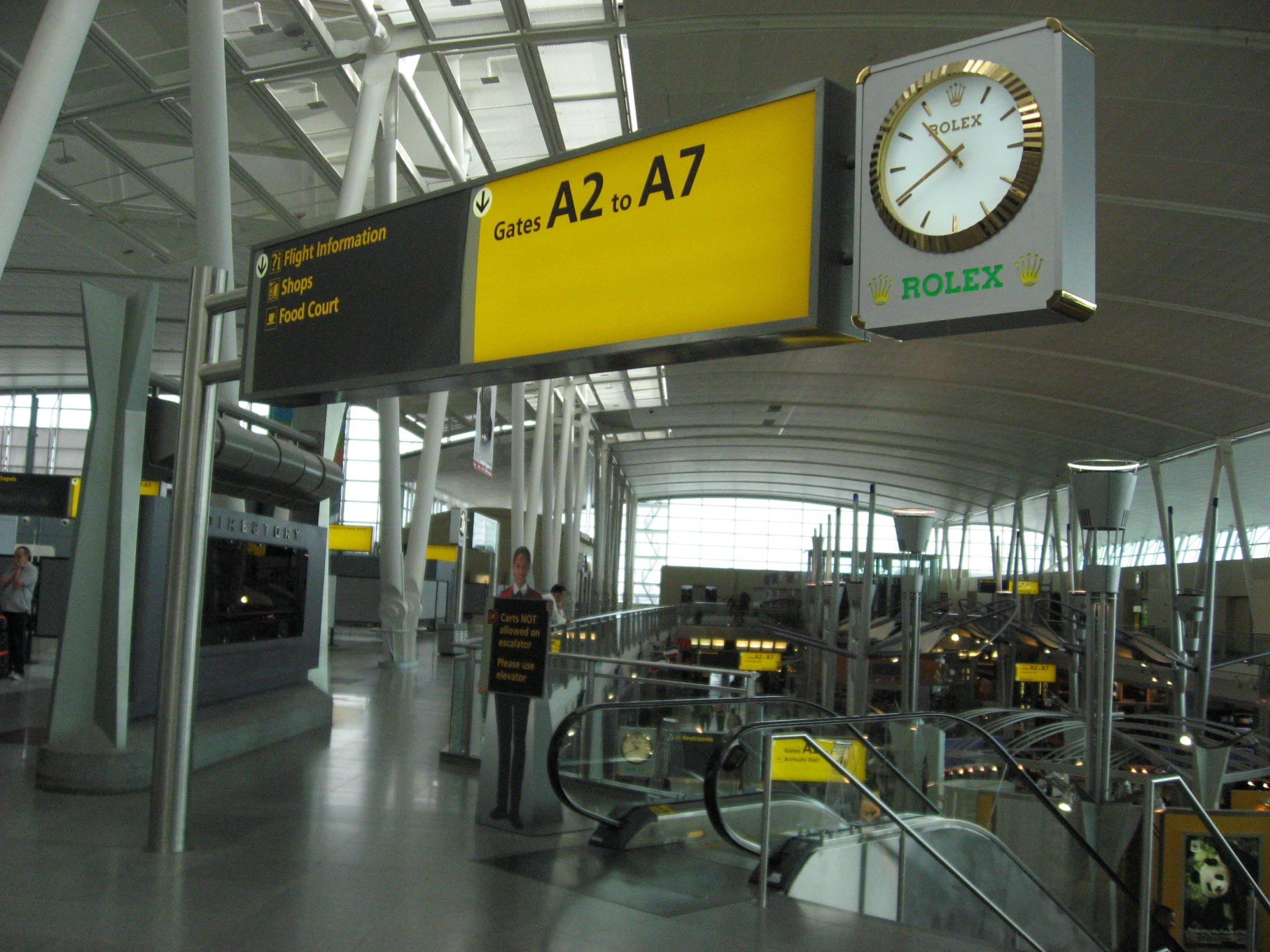
Panel informativo en el aeropuerto JFK, Nueva York.

- Aeropuerto de Abu Dhabi (Emiratos Árabes Unidos)
- Aeropuerto de Schiphol Ámsterdam (Holanda)

El trabajo realizado por Mijksenaar en el aeropuerto de Schiphol está considerado como un referente mundial en el campo de la información visual. Desde 1991 ha sido responsable de la señalización junto con el departamento de diseño del aeropuerto. En Schiphol se ha diseñado un sistema completo que incorpora tipografía y códigos de color para las señales de carretera e interior, carteles de información sobre vuelos y mapas, y que está siendo desarrollado continuamente. El trabajo incluye las vías de acceso, el aparcamiento, las vías de escape y los muelles.
El sistema de color está basado en parte en el sistema original de los años 60 creado por Benno Wissing (Total Design); el azul se usa para las carreteras, y el amarillo y el verde se usan dentro de la terminal para la información sobre el funcionamiento de las instalaciones. El gris se usa para información no direccional y el negro para las áreas de oficinas, mientras que el rojo y el verde también aparecen para designar stop y peligro, y salida y confirmación, respectivamente.
El esquema de color de Schiphol ha demostrado ser muy efectivo principalmente a causa de la gran legibilidad y claridad del texto, en particular a una cierta distancia.
En esta primera revisión, la fuente usada fue la Frutiger, con algunas modificaciones para ser usada en pantallas convencionales (de las que había más de 1500) y en señales iluminadas internamente. Todas las señales eran bilingües (holandés e inglés), con el holandés en Frutiger Bold y el inglés en Frutiger Light (un poco más pequeña para dar énfasis al contraste).
Los pictogramas que complementan al texto estaban basados en el Departamento de Transporte de los EE. UU. (DOT) y en las series de símbolos Isotype de información pública.
En los años 2001 y 2002, se realizó un proyecto especial con una actualización completa de la señalización, un cambio de imagen destinado a incrementar la satisfacción de los pasajeros y el aeropuerto.
Como parte de la operación, los principales destinos en una zona del aeropuerto solo aparecen en inglés, el idioma preferido de los viajeros. El resultado es mucho menos señalización en este ámbito.
Los colores se unen a los pictogramas para ofrecer la información. Las señales amarillas proporcionan información de las llegadas y salidas, mientras las señales azules se refieren a las instalaciones para compras, restaurantes, cafeterías,..., las de color antracita son para las áreas de espera, y las verdes para las vías de evacuación. La red para las vías de escape se basa en un sistema único de grandes carteles, repetidos a intervalos de 50 metros, cada uno de ellos apunta a una ruta de escape segura.
- Aeropuerto de Aruba (Aruba)

Para el Aeropuerto Internacional Reina Beatrix desarrolló un sistema de señalización bilingüe con base en el diseño de señalización del aeropuerto de Schiphol.
El sistema incluye las señales de tráfico, señales para las terminales, llegadas, salidas y la zona previa al embarque hacia EE. UU.
- Aeropuerto de Atenas (Grecia)
- Aeropuerto Columbus de Ohio (EE. UU.)
- Aeropuerto de Eindhoven (Países Bajos)
- Aeropuerto de Fráncfort del Meno (Alemania)

Concepción de un nuevo sistema de señalización para el aeropuerto de Fráncfort del Meno.
- JetBlue (Boston Logan y JFK T5) (EE. UU.)
- Aeropuertos de JFK, LaGuardia, y Newark (Autoridad Portuaria de Nueva York y Nueva Jersey) (EE. UU.)

En 1999, la Autoridad Portuaria de Nueva York y Nueva Jersey nombró a Paul Mijksenaar como el encargado de desarrollar un sistema de señalización con nuevas versiones para los tres aeropuertos principales: John F. Kennedy, Newark y LaGuardia.
Los cientos de signos en un aeropuerto son para ayudar a los viajeros a encontrar numerosos destinos. La lectura e interpretación de todos estos signos puede hacer girar la cabeza. Una buena solución a este problema es mantener el número de signos a un mínimo. Un sistema de código de colores ayuda a reducir el número de signos que se deben leer. Con este sistema los pasajeros siguen en exclusiva las señales que son relevantes para ellos en ese momento:
- Señales amarillas ofrecen información relativa a los vuelos
- Señales negras se refieren a las instalaciones aeroportuarias
- Señales verdes indican la forma de salir del aeropuerto
- Aeropuerto de Olbia en Cerdeña (Italia)
- Aeropuerto de Praga (República Checa)
- Aeropuerto de Róterdam (Holanda)
- Aeropuerto Changi de Singapur (Singapur)
- Aeropuerto Dulles de Washington (EE. UU.)

### Transporte público
- Metro de Ámsterdam (Países Bajos)

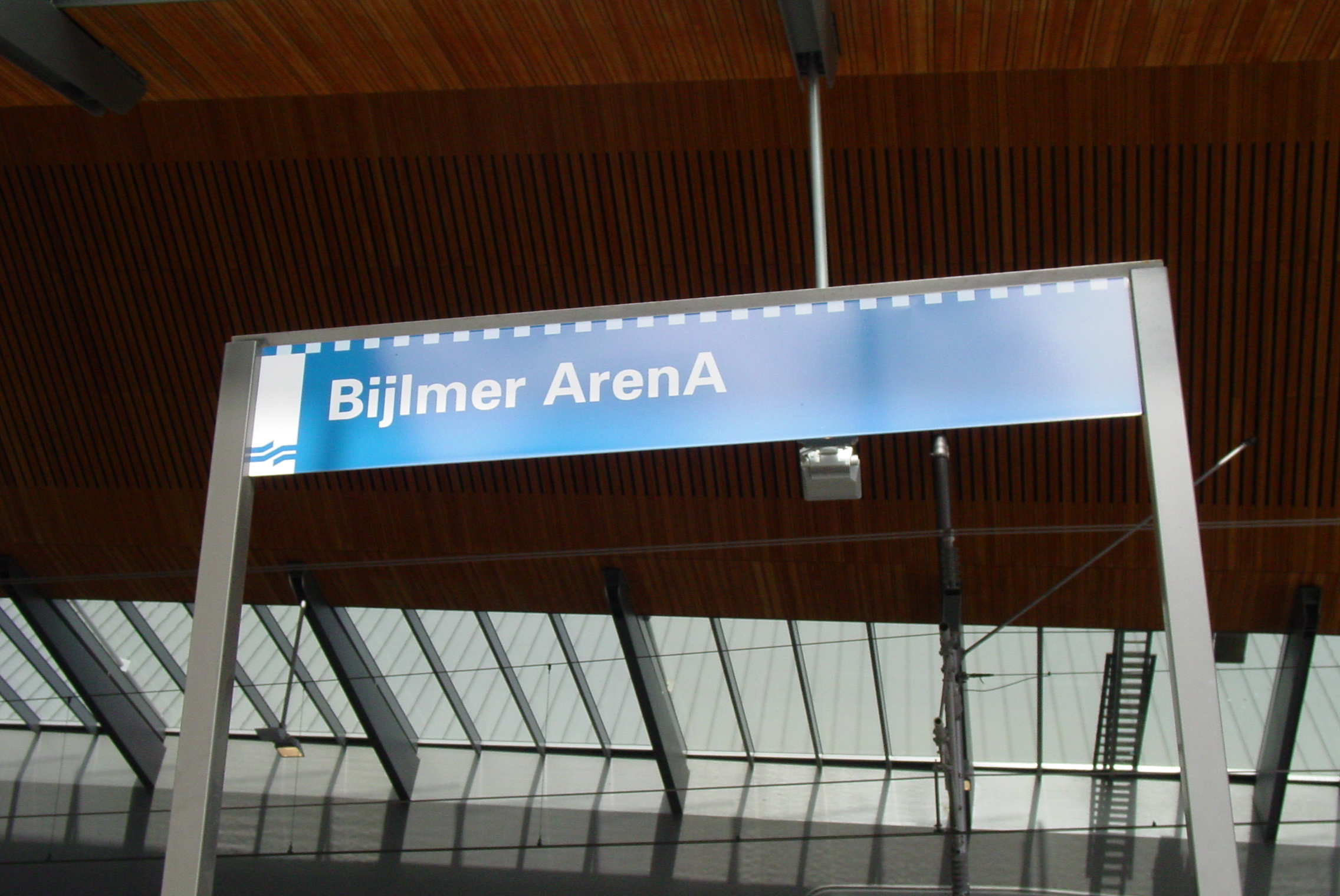
Señalización en la estación Bijlmer Arena del metro de Ámsterdam.

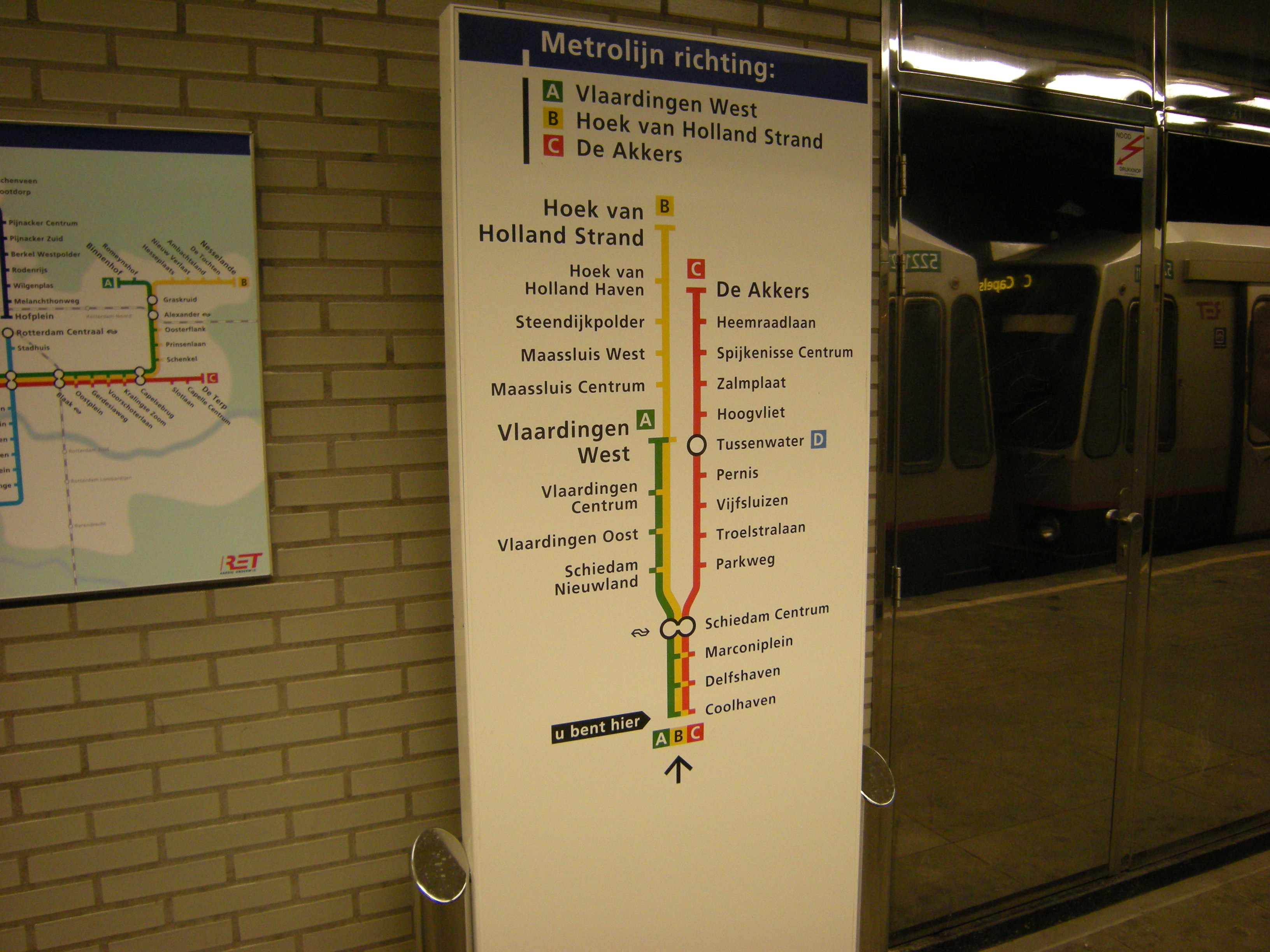
Información sobre líneas en el metro de Róterdam.

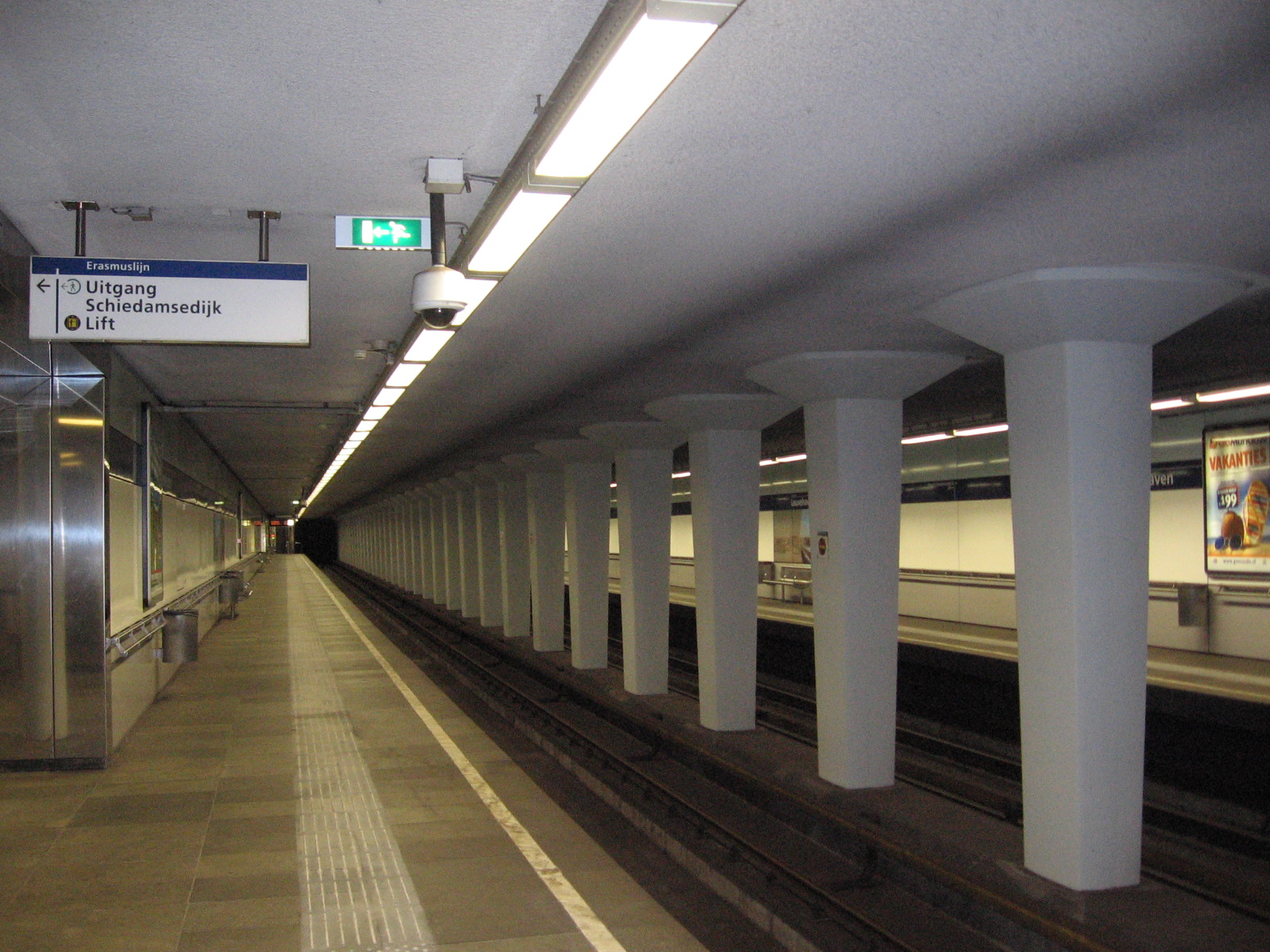
Panel con señalización en el metro de Róterdam.

Desde que en la década de los 80, el metro de Ámsterdam (GVB public transport company) comenzara a funcionar, Mijksenaar ha colaborado en el diseño de su señalización.
A raíz de una ampliación de servicios, en los años 90, se pasó del diseño de señalización existente a un sistema de información en toda regla, que incluye gráficos de zona, horarios, las instrucciones de las máquinas expendedoras de billetes y, como punto principal, el mapa del metro.
En 2010, Mijksenaar seguía colaborando con el metro de Ámsterdam.
- Metro de Róterdam (Países Bajos)

Mijksenaar ha desarrollado el concepto y el diseño para un nuevo mapa del metro de Róterdam (RET), así como la señalización correspondiente en las estaciones.
El planteamiento era facilitar los viajes para los usuarios de cada día, pero teniendo en cuenta a los viajeros ocasionales.
Cada año el metro de Róterdam transporta a 78 millones de pasajeros.
A partir de diciembre de 2009, se cambiaron la denominación y descripción de las líneas de metro, que pasaron de tener dos líneas que se bifurcaban, a tener cinco.
- RandstadRail (Países Bajos)

En 2006 entró en servicio esta red de tren ligero de la provincia de Zuid-Holland (Holanda Meridional), que conecta con la red de tranvías de La Haya y la red de metro de Róterdam.
Mijksenaar desarrolló la señalización para la red completa, y seguía colaborando en 2010.
- Tram tunnel de La Haya (Holanda)

El Tram tunnel del tranvía es uno de los más prestigiosos proyectos de infraestructura en La Haya. Diseñado por el arquitecto Rem Koolhaas, dispone de 2 estaciones, aparcamiento subterráneo, tiendas y accesos al metro.
Mijksenaar ha diseñado todos los signos y elementos visuales de información para el Tram tunnel, incluidos los signos, las señales de evacuación y los mapas de línea.
- Ferrocarriles holandeses (Países Bajos)

Mijksenaar ha diseñado elementos de señalización modulares, capaces de adaptarse a todo tipo de estaciones, tanto pequeños centros de transporte regionales, como complejos centros en ciudades.
Inició y estableció el uso de subtítulos dentro del área del pictograma para ayudar, en principio a los viajeros y a los usuarios de más edad, que no tienen mucha experiencia en el uso de símbolos, con señales de memoria.
Además, también desarrolló un manual para la elaboración de los mapas de todas las estaciones de tren de los Países Bajos, y se encarga de todas las actualizaciones del sistema.
- Terminal de pasajeros marítima de Ámsterdam (Holanda)
- Transporte Rápido del Área de la Bahía (BART) de San Francisco (EE. UU.)
- Fulton Street Transit Center MTA de Nueva York (EE. UU.)
- AirTrain (aeropuertos JFK y Newark) (EE. UU.)
- Terminal de Pasajeros marítima de Nueva York (EE. UU.)
- PATH de Nueva York y Nueva Jersey (EE. UU.)
- Transporte público regional de la provincia de Holanda Septentrional (Países Bajos)
- Mapa interactivo del transporte público de la provincia de Gelderland (Países Bajos)
- Terminal de autobuses regionales y locales de Arnhem (Países Bajos)
- Autoridad de Tránsito marítimo de San Francisco (EE. UU.)
- Parque de las Ciencias de Ámsterdam (Holanda)

### Espacios públicos de ocio
- Alexandrium en Róterdam (Países Bajos)

Mijksenaar y Toob Buro están trabajando en un nuevo sistema de señalización para Alexandrium, que es una combinación de una megatienda, centro comercial y aparcamiento.
- Center Parcs Le Lac d'Ailette (Francia)

Diseño y desarrollo de un sistema de señalización externa multilingüe para un nuevo parque de recreo en Francia.
- Amsterdamse Bos (Países Bajos)

Debido al carácter multifuncional de la Amsterdamse Bos hay muchas áreas diferentes para multitud de usuarios.
Mijksenaar ha diseñado un sistema de señalización clara que, al mismo tiempo se integra en el entorno natural del bosque urbano. Además ha desarrollado un mapa con pictogramas específicos utilizados como puntos de referencia.
- Galleria Fashion Hall de Seúl (Corea del Sur)

Mijksenaar ha desarrollado la señalización para las entradas, pisos, ascensores y salidas de emergencia. También se marcaron las pautas de identificación para los principales destinos, oficinas del personal y el estacionamiento.

### Centros sanitarios
- Centro médico de Ámsterdam (Holanda)
- Centro Médico Erasmus de Róterdam (Holanda)

El Erasmus Medical Centre de Rotterdam es un hospital universitario donde Mijksenaar fue requerido para reagrupar la zona de entrada en cooperación con Merkx+Girod arquitectos. Además de crear el diseño de la señalización, Mijksenaar ha desempeñado un importante papel como asesor en el proceso de mejorar los flujos de la zona de entrada.
- Hospital Gooi-Noord de Blaricum (Holanda)
- Hospital De Weezenlanden de Zwolle (Holanda)

El sistema de señalización que se aplicó aquí fue desarrollado para servir a tres grupos objetivo:
- Los visitantes de las clínicas ambulatorias y departamentos de tratamiento
- El registro de pacientes para la admisión
- Visitas a los pacientes ingresados
Dos importantes hazañas arquitectónicas en el ámbito hospitalario han desempeñado un papel importante en el sistema de señalización: una torre, con forma de bote de pimienta, y el puente IJssel.
- Hospital Onze Lieve Vrouwe Gasthuis de Ámsterdam (Holanda)

El Hospital OLVG posee el más grande y más moderno servicio de atención de urgencias de los Países Bajos. El sistema de señalización para esta parte del hospital se basa en el sistema de clasificación. Utiliza el sistema de codificación internacional de colores para diferentes niveles de urgencia:
Amarillo = atención de urgencia
Azul = atención moderada
Rojo = atención de emergencia
Debido a la naturaleza internacional de los visitantes la terminología médica internacionalmente universal ha sido utilizada en la señalización del sistema.
- Hospital Eye de Rotterdam (Holanda)

El Rotterdam Eye Hospital no solo es conocido por sus especialidades, sino también por su eficiencia. El sistema de señalización diseñado por Mijksenaar juega un papel importante en esta eficiencia.
- Hospital Rijnland de Leiderdorp (Holanda)
- Hospital St. Antonius de Nieuwegein (Holanda)
- Hospital Reinier de Graaf de Delft (Holanda)
- Hospital Zuwe Hofpoort de Woerden (Holanda)
- Orbis Medical Park de Sittard (Holanda) (concepto)
- Hospital Groene Hart de Gouda (Holanda)

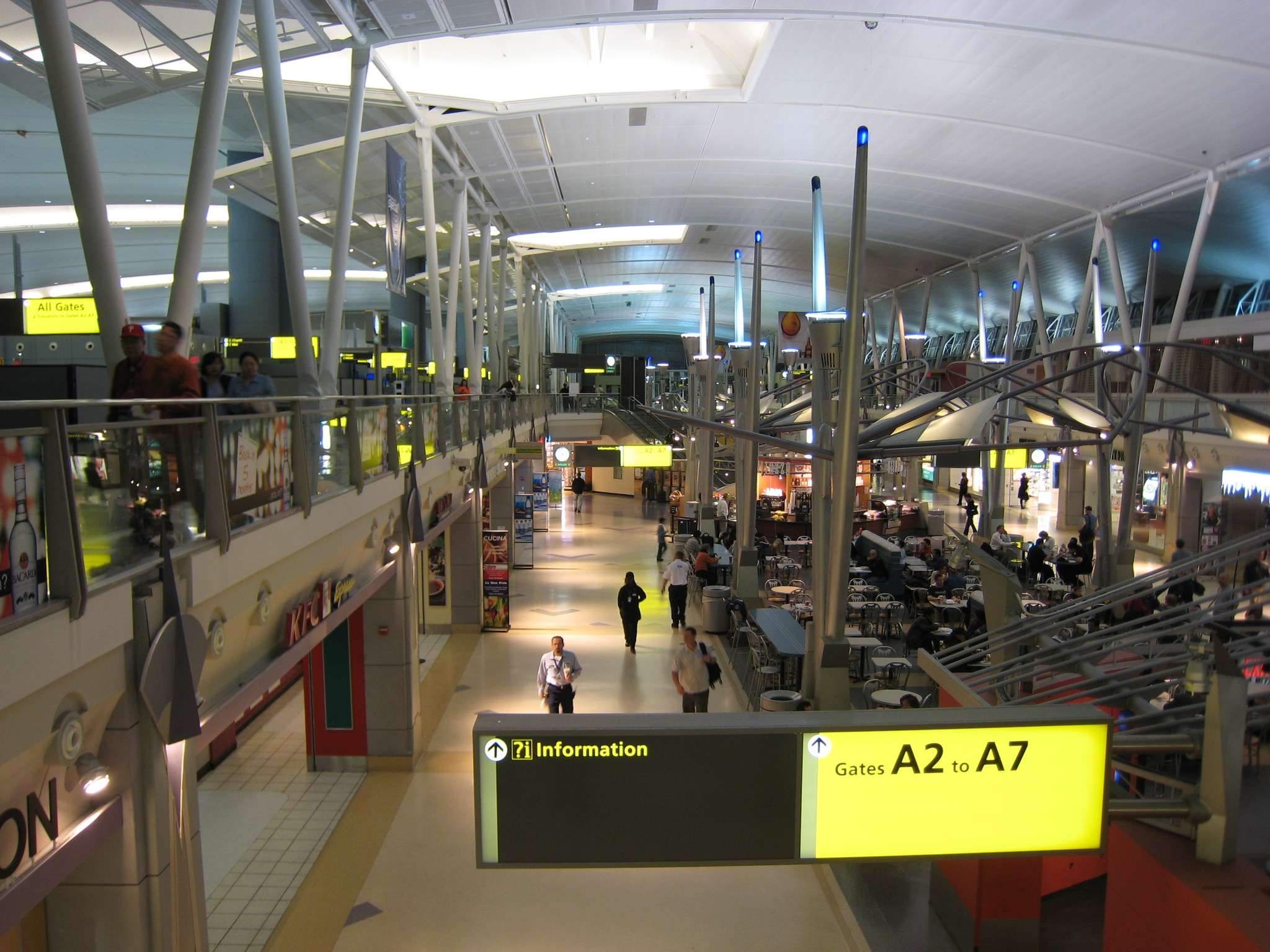
Panel informativo en el aeropuerto JKF, Nueva York.

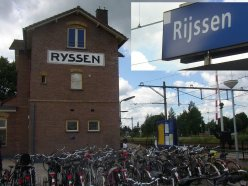
Estación de tren de Rijssen, donde se compara la antigua y nueva señalización.

### Aparcamientos
- Aparcamiento del aeropuerto Schiphol de Ámsterdam (Holanda)
- Stadstoezicht (Servicio de vigilancia de la ciudad) de Róterdam (Holanda)
- Aparcamiento Estación Central de Arnhem (Holanda)

La estación de Arnhem Hub es la interfaz de diferentes tipos de transportes públicos: trenes nacionales, trenes internacionales, trenes de alta velocidad, autobuses urbanos, regionales y autobuses expresos.
En este proyecto, el diseño de señalización consiste en tres tareas principales para Mijksenaar:
- Desarrollar una filosofía global e integrada en la forma de presentar la información en toda la estación.
- Actuar como intermediario entre el director y el arquitecto con respecto a las cuestiones de interpretación y señalización.
- El diseño de un sistema de señalización y mostrar la información de enrutamiento y viajes.
- AKN Instalaciones de radiodifusión pública holandesa de Hilversum (Holanda)

AKN es la corporación de las cadenas públicas. El edificio de la fundación en Hilversum tiene su propio garaje de estacionamiento subterráneo. En el garaje, los visitantes tienen que ser dirigidos a la recepción en la planta baja.
- Instrucciones de parquímetros de la ciudad de Ámsterdam (Holanda)
- Zoo Noorderdierenpark de Emmen (Holanda)
- Parking Euroborg de Groningen (Holanda)
- World Trade Center de Ámsterdam (Holanda)
- Euroborg de Groningen (Holanda)
- Aparcamiento Plaza de la ciudad de Nieuwegein (Holanda)
- Estudio Mecpark de sistemas de aparcamiento automático
- Aparcamiento del estadio de fútbol Amsterdam Arena (Holanda)
- Parking de las oficinas Schiecentrale de Róterdam (Holanda)

### Instituciones culturales
- Edificio De Doelen en Róterdam (Holanda)
- Concertgebouw de Ámsterdam (Holanda)
- Rijksmuseum de Ámsterdam (Holanda)
- Biblioteca Pública (Catar)
- Museo Plaza de Louisville, KY (EE. UU.)
- Museo Van Gogh de Ámsterdam (Holanda)
- Museo Boijmans Van Beuningen de Róterdam (Holanda)
- Museo Marítimo de Ámsterdam (Holanda)
- Museo Ons’ Lieve Heer op Solder de Ámsterdam (Holanda)
- Zoo de Ámsterdam (Holanda)
- Museo Centraal de Utrecht (Holanda)

El Museo Centraal se compone de una serie de edificios históricos, incluyendo una iglesia, y las extensiones modernas dentro de un jardín histórico. Mijksenaar ha diseñado un sistema de señalización permanente para el museo y el laberinto de sus edificios. Se utilizaron fuertes combinaciones de colores para las señales con cambios a corto plazo de exposiciones de arte contemporáneo y más sutiles para las señales permanentes de las exposiciones históricas.
- Museo Zuiderzee de Enkhuizen (Holanda)
- Lincoln Center de Nueva York (EE. UU.)
- Museo Histórico Teylers en Haarlem (Holanda)

El Museo Teylers es el museo más antiguo de Holanda. Mijksenaar ha diseñado un look para el sistema de signos que ofrece la ilusión de los signos originales, sin parecer demasiado nostálgico. Mijksenaar también ha diseñado las indicaciones para la tienda del museo y una guía.
- Moyland Schloss de Bedburg-Hau (Alemania)
- Museo Nacional de Antigüedades, Leiden (Holanda)
- Museo Walraff Richartz de Colonia (Alemania)
- Diseño de la tienda del MoMA de Nueva York (EE. UU.)
- Museo de Diseño Gráfico de Breda (Países Bajos)

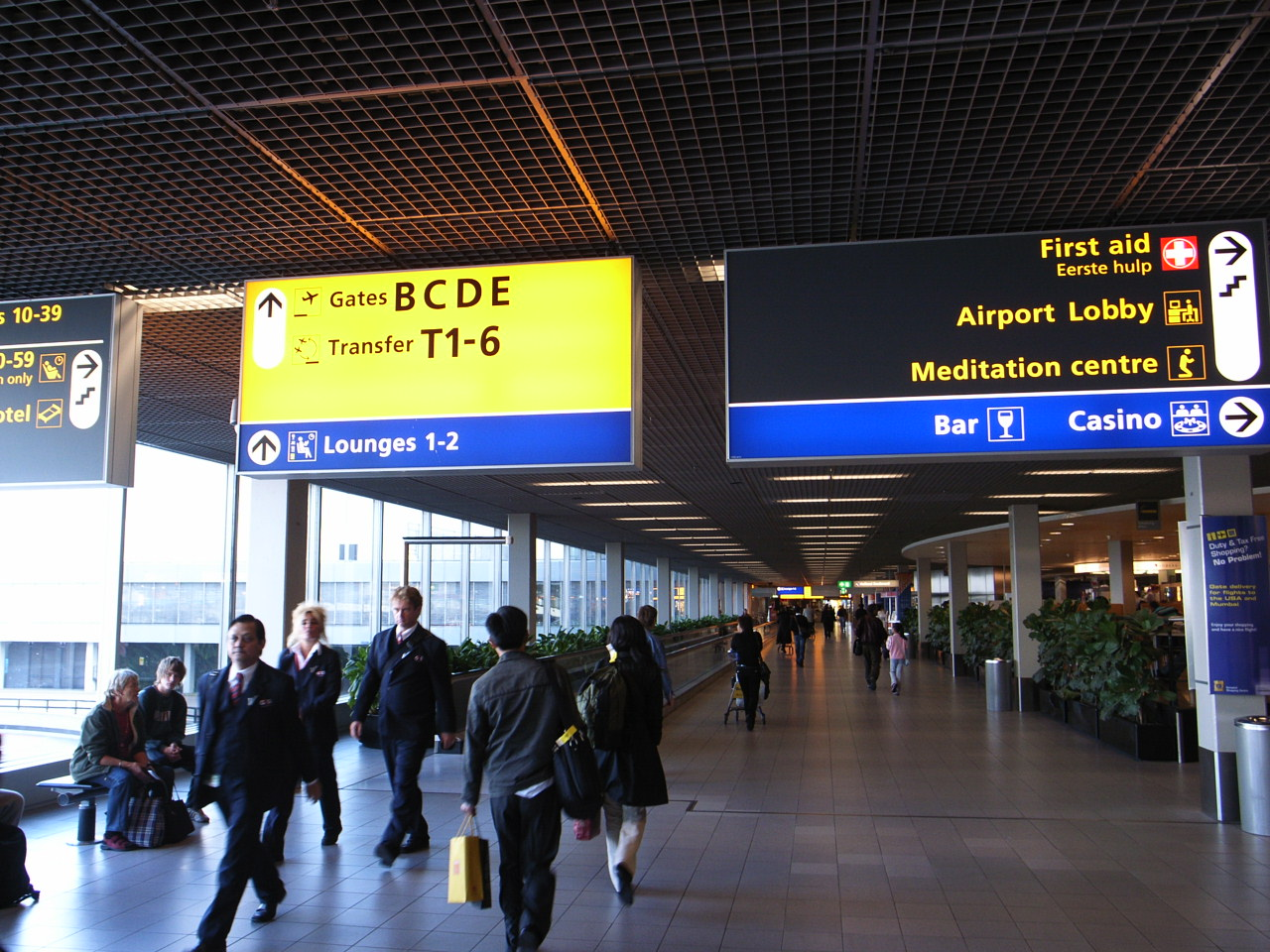
Panel informativo en el aeropuerto de Schiphol, Ámsterdam.

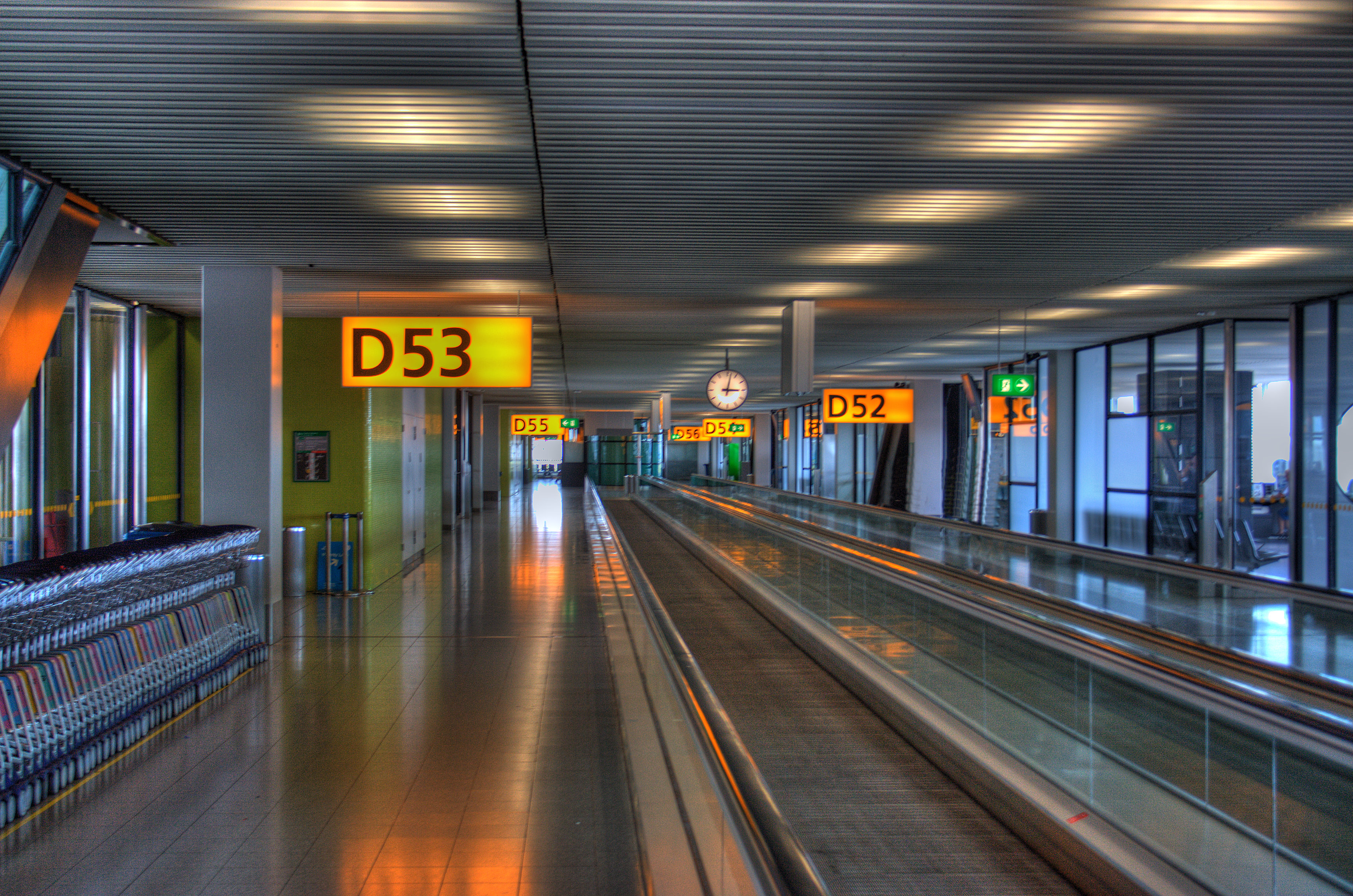
Panel informativo en el aeropuerto de Schiphol, Ámsterdam.

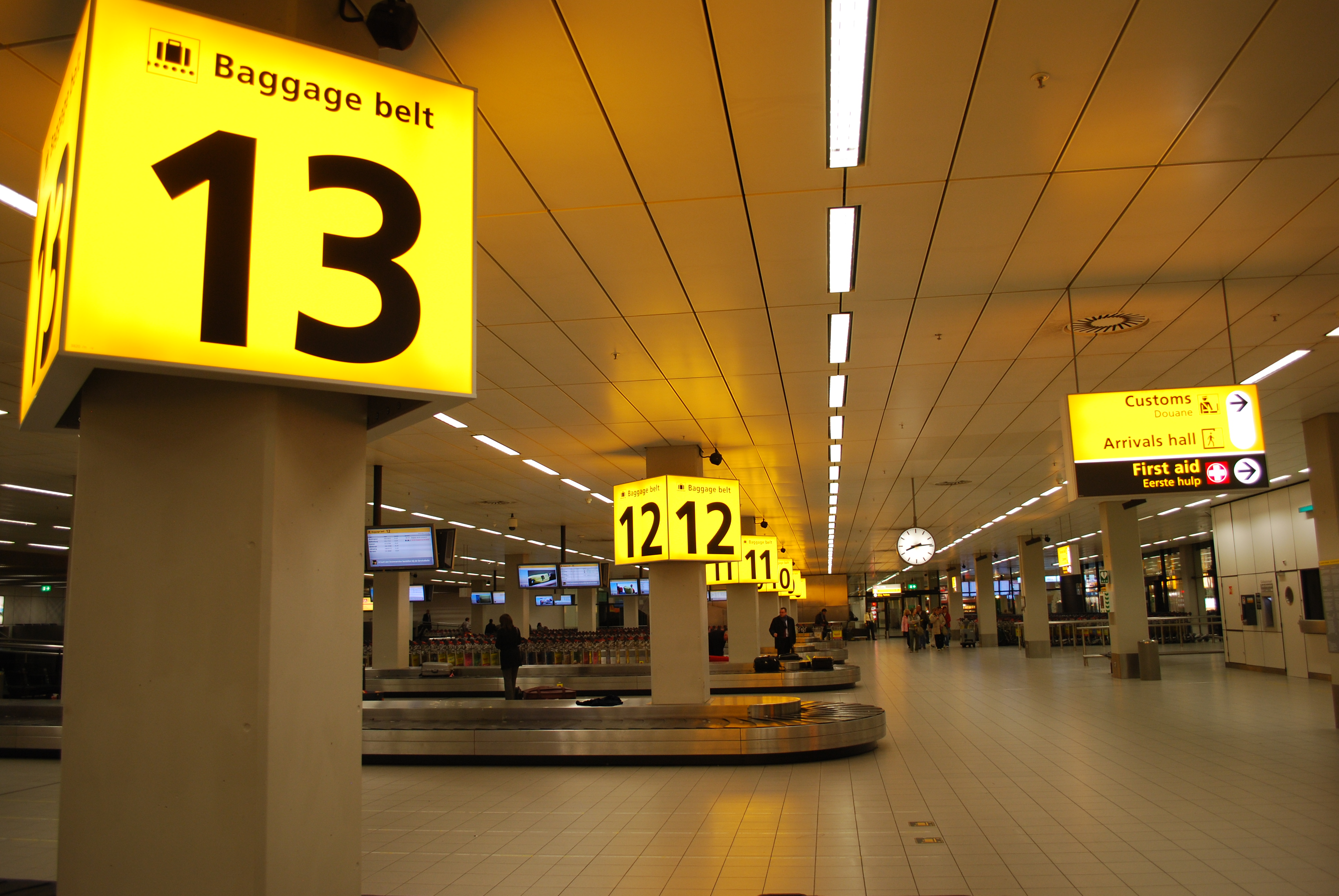
Sala de equipajes del aeropuerto de Schiphol, Ámsterdam.

### Zonas de trabajo
- Sede de Shell en La Haya (Holanda)
- Sede de Ahold en Ámsterdam (Holanda)
- Arboned en Utrecht (Holanda)
- Sede de ProRail en Utrecht (Holanda)
- Zonnestraal de Hilversum (Holanda)
- Sede de PTT/KPN Dutch en La Haya y Groningen (Holanda)
- EKP, Centros de distribución de correos holandeses (Holanda)
- Rabobank en Utrecht (Holanda)
- Centro de oficinas INIT de Ámsterdam (Holanda)
- Dutch Income Tax Computer Center de Apeldoorn (Holanda)
- Dutch Income Tax Regional Center de Groningen (Holanda)

### Centros educativos
- Campus y edificios de la Universidad de Delft (Holanda)
- Campus Zernike de Groningen (Holanda)
- Campus y edificios de la Universidad de Twente (Holanda)
- Universidad de Utrecht (Holanda)

### Centros de congresos y exposiciones
- Centro de convenciones y exposiciones RAI de Ámsterdam (Holanda)
- Centro de Conferencias MECC de Maastricht (Holanda)
- Aalsmeer Bloemenveiling (Holanda)

### Consultoría y estudios
- Estudio del medio ambiente para la ciudad de Ede-Wageningen (Holanda)
- Sarah Lee Douwe Egberts
- Ministerio holandés de Transporte
- Museo del Ejército holandés, Delft (Holanda)
- Museo Zeeuws de Middelburg (Holanda)
- Boon Edam Doors en Edam (Holanda)
- ONU Studios de Ámsterdam (Holanda)
- Océ Copiadoras
- Departamento de Inmigración neerlandesa
- Asociación Chinatown de Nueva York (EE. UU.)
- Museo Fries de Leeuwarden (Holanda)
- Museo de la Comunicación de La Haya (Holanda)
- Euro banknotes
- Consultoría de señalización para la película de Steven Spielberg, La Terminal
- Información pública y símbolos de seguridad
- Programa de pruebas ISO public-symbol
- Estudio European dynamic road symbols
- Sistema dinámico de ruta de información vial
- Sistema de firma Routext
- Arup Grupo de Transporte

## Fundación Paul Mijksenaar
La Fundación de Archivos Paul Mijksenaar (SAPM), Stichting Archief Paul Mijksenaar en neerlandés, es una entidad que tiene como objetivo el preservar y ampliar la documentación sobre la información visual, y todo lo que esté directa o indirectamente relacionado con dicha información.
La principal actividad de la fundación es reunir, archivar y abrir datos de información sobre el diseño gráfico, en particular, señalización, cartografía, marcas, pictogramas e instrucciones.
La Fundación de Archivos Paul Mijksenaar es una institución privada, no abierta al público. Con carácter excepcional, siendo con finalidad de investigación, o estudiantes que trabajen en tesis o proyectos especiales, se podrá acceder a los materiales de la fundación. Los materiales solo pueden ser consultados en la SAPM después de reservar una cita.

## Libros
- "Maps. Kaarten en plattegronden van bergtop tot oceaanbodem" (Paul Mijksenaar 1990, en holandés) ISBN 90 71893 03 0
- "Ontplofte beelden" (Paul Mijksenaar 1991, en holandés) ISBN 90-71893-03-0
- "De vorm zal u toegeworpen worden" (Paul Mijksenaar 1996, en holandés) ISBN 978 90 6450 224 8
- "Visual FunctionVisual Function" (Paul Mijksenaar 1997, en inglés) ISBN 90 6450 303 6 ISBN 1-56898-118-X
- "Una introducción al Diseño de la información" (Paul Mijksenaar 2001, en castellano) ISBN 968-887-389-6
- "Open Here" (Paul Mijksenaar and Piet Westendorp 1999, en castellano, inglés, holandés, francés, japonés y alemán) ISBN 1-55670-962-5 ISBN 0-500-28170-X
- "Wayfinding at Schiphol" (Paul Mijksenaar 2008, en inglés y holandés) ISBN 978-90-72637-27-7